# Budgétisation axée sur la performance

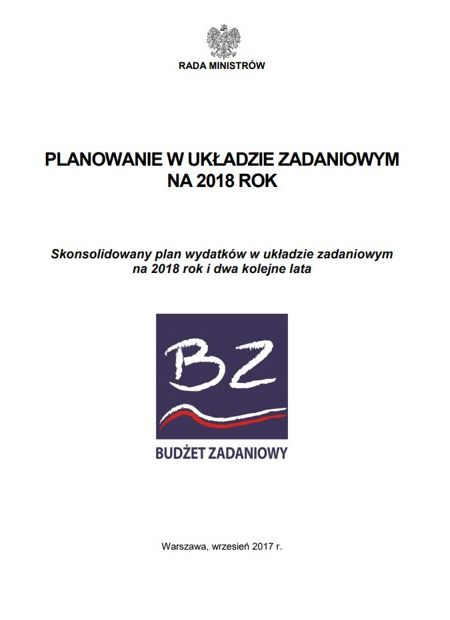
Budget de l'État Polonais pour 2018 dans une disposition des tâches

La budgétisation axée sur la performance consiste à élaborer des budgets en fonction de la relation entre les niveaux de financement du programme et les résultats attendus de ce programme. Le processus de budgétisation basé sur les performances est un outil que les administrateurs de programme peuvent utiliser pour gérer des dépenses budgétaires plus rentables et plus efficaces.
Ce principe est central dans les pays de l’OCDE. En finances publiques en France, c'est un principe dont l'importance a été accentuée par la loi organique relative aux lois de finances (LOLF).